# Melinda Fábián
Melinda Fábián (ur. 25 czerwca 1987 w Tatabányi) – węgierska zawodniczka MMA.
Sztuki walki zaczęła trenować w wieku 12 lat, zaczynając od karate shōtōkan. W wieku 14 lat wyjechała wraz z matką do Sztokholmu, gdzie zaczęła trenować muay thai, a po powrocie na Węgry w 2006 roku zaczęła trenować karate Kenpō. Później założyła własny klub tego sportu, Sakura Dojo, w którym jednocześnie została trenerką. W 2007 roku zajęła drugie miejsce w zawodach Pucharu Świata.
W MMA zaczęła występować w 2015 roku, początkowo w zawodach Hungarian Fight Championship. 9 maja 2015 roku stoczyła dwie pierwsze walki, najpierw pokonała Barborę Polákovą, a następnie przegrała z Katlyn Chookagian. Później stoczyła jeszcze kilka walk na różnych galach, a 1 grudnia 2017 roku zadebiutowała w UFC, zostając pierwszą Węgierką w tej federacji. Walka zakończyła się remisem. 23 czerwca 2018 roku zmierzyła się z Koreanką Ji Yeon Kim, tym razem przegrywając. Kolejną walkę, już poza UFC, stoczyła 26 października 2019 roku, pokonując Karlę Benitez.